# Pulsellum hige
Pulsellum hige är en blötdjursart som beskrevs av Tadashige Habe 1963. Pulsellum hige ingår i släktet Pulsellum och familjen Pulsellidae. Inga underarter finns listade i Catalogue of Life.